# Фадюшино
Фадю́шино (рос. Фадюшино) — присілок у складі Юргамиського району Курганської області, Росія. Входить до складу Кислянської сільської ради.
Населення — 326 осіб (2010, 348 у 2002).